# Lista planetelor minore: 72001–73000
| Nume                                            | Denumire provizorie                             | Data descoperirii                               | Locul descoperirii                              | Descoperitor(i)                                 |                                                 |                                                 |                                                 |                                                 |                                                 |                                                 |                                                 |                                                 |                                                 |                                                 |                                                 |                                                 |                                                 |                                                 |                                                 |                                                 |                                                 |                                                 |                                                 |                                                 |                                                 |                                                 |                                                 |                                                 |                                                 |                                                 |                                                 |                                                 |                                                 |                                                 |                                                 |                                                 |                                                 |                                                 |                                                 |                                                 |                                                 |                                                 |                                                 |                                                 |                                                 |                                                 |                                                 |                                                 |                                                 |
| 72001–72100 Lista planetelor minore/72001–72100 | 72001–72100 Lista planetelor minore/72001–72100 | 72001–72100 Lista planetelor minore/72001–72100 | 72001–72100 Lista planetelor minore/72001–72100 | 72001–72100 Lista planetelor minore/72001–72100 | 72101–72200 Lista planetelor minore/72101–72200 | 72101–72200 Lista planetelor minore/72101–72200 | 72101–72200 Lista planetelor minore/72101–72200 | 72101–72200 Lista planetelor minore/72101–72200 | 72101–72200 Lista planetelor minore/72101–72200 | 72201–72300 Lista planetelor minore/72201–72300 | 72201–72300 Lista planetelor minore/72201–72300 | 72201–72300 Lista planetelor minore/72201–72300 | 72201–72300 Lista planetelor minore/72201–72300 | 72201–72300 Lista planetelor minore/72201–72300 | 72301–72400 Lista planetelor minore/72301–72400 | 72301–72400 Lista planetelor minore/72301–72400 | 72301–72400 Lista planetelor minore/72301–72400 | 72301–72400 Lista planetelor minore/72301–72400 | 72301–72400 Lista planetelor minore/72301–72400 | 72401–72500 Lista planetelor minore/72401–72500 | 72401–72500 Lista planetelor minore/72401–72500 | 72401–72500 Lista planetelor minore/72401–72500 | 72401–72500 Lista planetelor minore/72401–72500 | 72401–72500 Lista planetelor minore/72401–72500 | 72501–72600 Lista planetelor minore/72501–72600 | 72501–72600 Lista planetelor minore/72501–72600 | 72501–72600 Lista planetelor minore/72501–72600 | 72501–72600 Lista planetelor minore/72501–72600 | 72501–72600 Lista planetelor minore/72501–72600 | 72601–72700 Lista planetelor minore/72601–72700 | 72601–72700 Lista planetelor minore/72601–72700 | 72601–72700 Lista planetelor minore/72601–72700 | 72601–72700 Lista planetelor minore/72601–72700 | 72601–72700 Lista planetelor minore/72601–72700 | 72701–72800 Lista planetelor minore/72701–72800 | 72701–72800 Lista planetelor minore/72701–72800 | 72701–72800 Lista planetelor minore/72701–72800 | 72701–72800 Lista planetelor minore/72701–72800 | 72701–72800 Lista planetelor minore/72701–72800 | 72801–72900 Lista planetelor minore/72801–72900 | 72801–72900 Lista planetelor minore/72801–72900 | 72801–72900 Lista planetelor minore/72801–72900 | 72801–72900 Lista planetelor minore/72801–72900 | 72801–72900 Lista planetelor minore/72801–72900 | 72901–73000 Lista planetelor minore/72901–73000 | 72901–73000 Lista planetelor minore/72901–73000 | 72901–73000 Lista planetelor minore/72901–73000 | 72901–73000 Lista planetelor minore/72901–73000 | 72901–73000 Lista planetelor minore/72901–73000 |
| ----------------------------------------------- | ----------------------------------------------- | ----------------------------------------------- | ----------------------------------------------- | ----------------------------------------------- | ----------------------------------------------- | ----------------------------------------------- | ----------------------------------------------- | ----------------------------------------------- | ----------------------------------------------- | ----------------------------------------------- | ----------------------------------------------- | ----------------------------------------------- | ----------------------------------------------- | ----------------------------------------------- | ----------------------------------------------- | ----------------------------------------------- | ----------------------------------------------- | ----------------------------------------------- | ----------------------------------------------- | ----------------------------------------------- | ----------------------------------------------- | ----------------------------------------------- | ----------------------------------------------- | ----------------------------------------------- | ----------------------------------------------- | ----------------------------------------------- | ----------------------------------------------- | ----------------------------------------------- | ----------------------------------------------- | ----------------------------------------------- | ----------------------------------------------- | ----------------------------------------------- | ----------------------------------------------- | ----------------------------------------------- | ----------------------------------------------- | ----------------------------------------------- | ----------------------------------------------- | ----------------------------------------------- | ----------------------------------------------- | ----------------------------------------------- | ----------------------------------------------- | ----------------------------------------------- | ----------------------------------------------- | ----------------------------------------------- | ----------------------------------------------- | ----------------------------------------------- | ----------------------------------------------- | ----------------------------------------------- | ----------------------------------------------- |

| Predecesor: 71001–72000 | Lista planetelor minore 72001–73000 Semnificații ale numelor: 72001–73000 | Succesor: 73001–74000 |